# Ministro de la Producción del Perú
El Ministro de la Producción del Perú es el encargado del ministerio homónimo, dentro del Consejo de Ministros del Perú. El actual ministro es Sergio González Guerrero desde el 1 de abril de 2024.

## Lista de Ministros de Pesquería del Perú
| Ministro                      | Partido                 | Periodo                                         | Presidente                 |
| ----------------------------- | ----------------------- | ----------------------------------------------- | -------------------------- |
| Javier Tantalean Vanini       | Militar                 | 3 de febrero de 1970 - 30 de agosto de 1975     | Juan Velasco Alvarado      |
| Francisco Mariátegui Angulo   | Militar                 | 31 de agosto de 1975 - 2 de enero de 1979       | Francisco Morales Bermúdez |
| Jorge Villalobos Urquiaga     | Militar                 | 2 de enero de 1979 - 28 de julio de 1980        | Francisco Morales Bermúdez |
| René Deustua Jameson          | Independiente           | 28 de julio de 1980 - 1 de enero de 1983        | Fernando Belaúnde Terry    |
| Luis Pércovich Roca           | Acción Popular          | 1 de enero de 1983 - 23 de diciembre de 1983    | Fernando Belaúnde Terry    |
| Fortunato Quesada Lagarrigue  | Independiente           | 20 de abril de 1983 - 29 de diciembre de 1983   | Fernando Belaúnde Terry    |
| Ismael Benavides Ferreyros    | Acción Popular          | 29 de diciembre de 1983 - 28 de julio de 1985   | Fernando Belaúnde Terry    |
| José Palomino Roedel          | Independiente           | 28 de julio de 1985 - 27 de junio de 1986       | Alan García                |
| Javier Labarthe Correa        | Partido Aprista Peruano | 27 de junio de 19876 - 17 de junio de 1988      | Alan García                |
| Rómulo León Alegría           | Partido Aprista Peruano | 17 de junio de 1988 - 15 de mayo de 1989        | Alan García                |
| Willy Harm Esparza            | Independiente           | 15 de mayo de 1989 - 30 de septiembre de 1989   | Alan García                |
| Juan Rebaza Carpio            | Independiente           | 30 de septiembre de 1989 - 28 de julio de 1990  | Alan García                |
| Raúl Sánchez Sotomayor        | Independiente           | 28 de julio de 1990 - 8 de enero de 1991        | Alberto Fujimori           |
| Félix Canal Torres            | Independiente           | 8 de enero de 1991 - 22 de junio de 1991        | Alberto Fujimori           |
| Jaime Sobero Taira            | Independiente           | 22 de junio de 1991 - 3 de abril de 1996        | Alberto Fujimori           |
| Alberto Pandolfi Arbulú       | Independiente           | 3 de abril de 1996 - 18 de julio de 1997        | Alberto Fujimori           |
| Ludwig Meier Cornejo          | Independiente           | 18 de julio de 1997 - 13 de octubre de 1999     | Alberto Fujimori           |
| César Luna-Victoria León      | Independiente           | 13 de octubre de 1999 - 29 de julio del 2000    | Alberto Fujimori           |
| Pedro Arturo Handabaka García | Independiente           | 29 de julio del 2000 - 22 de noviembre del 2000 | Alberto Fujimori           |
| Ludwig Meier Cornejo          | Independiente           | 22 de noviembre del 2000 - 28 de julio del 2001 | Valentín Paniagua          |
| Javier Reátegui Rosselló      | Perú Posible            | 28 de julio de 2001 - 12 de julio de 2002       | Alejandro Toledo           |

## Lista de Ministros de la Producción del Perú
| Ministro                        | Partido                          | Periodo                                            | Presidente            |
| ------------------------------- | -------------------------------- | -------------------------------------------------- | --------------------- |
| Eduardo Iriarte Jiménez         | Frente Independiente Moralizador | 12 de julio de 2002 - 28 de junio de 2003          | Alejandro Toledo      |
| Javier Reátegui Rosselló        | Perú Posible                     | 28 de julio de 2003 - 16 de febrero de 2004        | Alejandro Toledo      |
| Alfonso Velásquez Tuesta        | Independiente                    | 16 de febrero de 2004 - 25 de febrero de 2005      | Alejandro Toledo      |
| David Lemor Bezdin              | Independiente                    | 25 de febrero de 2005 - 28 de julio de 2006        | Alejandro Toledo      |
| Rafael Rey Rey                  | Renovación Nacional              | 28 de julio de 2006 - 13 de octubre de 2008        | Alan García           |
| Elena Conterno Martinelli       | Independiente                    | 14 de octubre de 2008 - 10 de julio de 2009        | Alan García           |
| Mercedes Aráoz Fernández        | Independiente                    | 11 de julio de 2009 - 21 de diciembre de 2009      | Alan García           |
| José Nicanor Gonzáles Quijano   | Independiente                    | 22 de diciembre de 2009 - 13 de septiembre de 2010 | Alan García           |
| Jorge Villasante Araníbar       | Partido Aprista Peruano          | 14 de septiembre de 2010 - 13 de mayo de 2011      | Alan García           |
| Luis Nava Guibert               | Partido Aprista Peruano          | 13 de mayo de 2011 - 28 de julio de 2011           | Alan García           |
| Kurt Burneo Farfán              | Independiente                    | 28 de julio de 2011 - 10 de diciembre de 2011      | Ollanta Humala        |
| José Urquizo Maggia             | Partido Nacionalista Peruano     | 11 de diciembre de 2011 - 13 de mayo de 2012       | Ollanta Humala        |
| Gladys Triveño Chajan           | Independiente                    | 14 de mayo de 2012 - 24 de febrero de 2014         | Ollanta Humala        |
| Piero Ghezzi Solís              | Independiente                    | 24 de febrero de 2014 - 28 de julio de 2016        | Ollanta Humala        |
| Bruno Giuffra Monteverde        | Independiente                    | 28 de julio de 2016 - 25 de mayo de 2017           | Pedro Pablo Kuczynski |
| Pedro Olaechea Álvarez-Calderón | Peruanos Por el Kambio           | 25 de mayo de 2017 - 9 de enero de 2018            | Pedro Pablo Kuczynski |
| Lieneke Schol Calle             | Independiente                    | 9 de enero de 2018 - 2 de abril de 2018            | Pedro Pablo Kuczynski |
| Daniel Córdova Cayo             | Peruanos Por el Kambio           | 2 de abril de 2018 - 25 de abril de 2018           | Martín Vizcarra       |
| Raúl Pérez-Reyes Espejo         | Independiente                    | 30 de abril de 2018 - 10 de marzo de 2019          | Martín Vizcarra       |
| Rocío Barrios Alvarado          | Independiente                    | 11 de marzo de 2019 - 15 de julio de 2020          | Martín Vizcarra       |
| José Salardi Rodríguez          | Independiente                    | 15 de julio de 2020 - 10 de noviembre de 2020      | Martín Vizcarra       |
| Alfonso Miranda Eyzaguirre      | Independiente                    | 12 de noviembre de 2020 - 17 de noviembre de 2020  | Manuel Merino         |
| José Luis Chicoma Lúcar         | Independiente                    | 18 de noviembre de 2020 - 28 de julio de 2021      | Francisco Sagasti     |
| Yván Quispe Apaza               | Frente Amplio                    | 29 de julio de 2021 - 6 de octubre de 2021         | Pedro Castillo        |
| Rogger Incio Sánchez            | Acción Popular                   | 7 de octubre de 2021 - 17 de noviembre de 2021     | Pedro Castillo        |
| Jorge Luis Prado Palomino       | Independiente                    | 17 de noviembre de 2021 - 25 de noviembre de 2022  | Pedro Castillo        |
| Eduardo Mora Asnarán            | Independiente                    | 25 de noviembre de 2022 - 7 de diciembre de 2022   | Pedro Castillo        |
| Sandra Belaunde Arnillas        | Independiente                    | 10 de diciembre de 2022 - 25 de enero de 2023      | Dina Boluarte         |
| Raúl Pérez-Reyes Espejo         | Independiente                    | 26 de enero de 2023 - 6 de septiembre de 2023      | Dina Boluarte         |
| Ana María Choquehuanca          | Independiente                    | 6 de septiembre de 2023-1 de abril de 2024         | Dina Boluarte         |
| Sergio González Guerrero        | Independiente                    | 1 de abril de 2024 - En funciones                  | Dina Boluarte         |